# Nathan Edward Tolbert
Nathan Edward Tolbert (* 19. Mai 1919 in Twin Falls (Idaho, USA); † 13. Dezember 1998 in East Lansing (Michigan, USA)) war ein US-amerikanischer Biochemiker und Pflanzenphysiologe.
Als Sohn von Farmern arbeitete er bereits in jungen Jahren in der heimischen Landwirtschaft und kam so intensiv mit Pflanzen in Kontakt, die seinen späteren Berufsweg begleiten sollten. Er besuchte zunächst die örtliche Schule, dann für zwei Jahre das College an der Idaho State University in Pocatello um dann wieder auf die heimische Farm zurückzukehren.
Sein Studium begann er dann an der University of California, Berkeley, wo er 1941 in Chemie promoviert wurde und arbeitete anschließend im Department of Viticulture and Enology bei Maynard Amerine. Seine ersten Arbeiten betrafen den pH-Wert der Weine und deren Tanningehalt.
1943 wurde er zu den United States Army Air Forces eingezogen, wo er in der Luftbildaufklärung diente. Nach dem Krieg nahm er das Studium der Biochemie an der University of Wisconsin in Madison bei Bob Burris auf und wurde dort 1950 zum Ph.D. promoviert. Danach kehrte er wieder an die University of California in Berkeley zurück und arbeitete dort im Laboratorium von Melvin Calvin.
Nach einem Jahr Dienst bei der Atomic Energy Commission in Washington, DC arbeitete er bei Stirling Hendricks (1902–1981) am United States Department of Agriculture in Beltsville. Anschließend kehrte er zum Oak Ridge National Laboratory in Tennessee zurück, wo er in der Abteilung von Alexander Hollander wirkte und wegweisende Ergebnisse zur Photorespiration der grünen Pflanzen veröffentlichte.
1958 holte ihn Guarth Hansen an die Michigan State University als Professor of Agricultural Chemistry, wo er ein bedeutendes Institut aufbaute und wohin er zahlreiche Kollegen berief, unter anderen Anton Lang, Jan Zeevaart, Norm Good, Hans Kende, Peter Volk und Charlie Arntzen.
Neben vielen wegweisenden pflanzenphysiologischen Erkenntnissen sind insbesondere seine Arbeiten zur Photorespiration hervorzuheben. Außerdem beschrieb er als einer der ersten Forscher überhaupt den Beitrag der CO2-O2-Regulation in der Atmosphäre durch die grünen Pflanzen.
1984 wurde Tolbert in die National Academy of Sciences gewählt.

## Veröffentlichungen
- mit T. J. Andrews, G. H. Lorimer: Incorporation of molecular oxygen into glycine and serine during photorespiration in spinach leaves. In: Biochemistry. 10, 1971, S. 4777–4785.
- mit T. J. Andrews und G. H. Lorimer: Ribulose diphosphate oxygenase. I. Synthesis of phosphoglycolate by fraction-1 protein of leaves. In: Biochemistry. 12, 1973, S. 11–18.
- mit A. A. Benson, J. A. Bassham, M. Calvin, A. G. Hall, H. E. Hirsch, S. Kawaguchi und V. Lynch: The path of carbon in photosynthesis. XV. Ribulose and sedoheptulose. In: Journal of Biological Chemistry. 196, 1952, S. 703–716.
- mit M. Calvin, J. A. Bassham, A. A. Benson, V. H. Lynch, C. Ouellet, L. Schou und W. Stepka: Carbon dioxide assimilation in plants. In: Sym Soc Exp Biol. 5, 1951, S. 284–305.
- mit M. Calvin, J. A. Bassham, A. A. Benson, S. Kawaguchi, V. H. Lynch und W. Stepka: The path of carbon in photosynthesis XIV. In: Selecta Chima (Sao Paulo, Brazil). 10, 1951, S. 143–159.
- mit C. O. Clagett, R. H. Burris: Oxidation of _- hydroxy acids by enzymes from plants. In: Journal of Biological Chemistry. 178, 1949, S. 977–987.
- mit R. Gee, A. Goyal, R. U. Byerrum: Two isoforms of dihydroxyacetone phosphate reductase from the chloroplasts of Dunaliella tertiolecta. In: Plant Physiol. 103, 1993, S. 243–249.
- mit A. Goyal: Association of glycolate oxidation with photosynthetic electron transport in plant and algal chloroplasts. In: Proc Natl Acad Sci USA. 93, 1996, S. 3319–3324.
- mit J. F. Guymon, M. A. Amerine: Studies with Brandy. II. Tannin. In: J Food Res. 8, 1943, S. 231–239.
- mit T. Kisaki: Glycolate and glyoxylate metabolism by isolated peroxisomes or chloroplasts. In: Plant Physiol. 44, 1969, S. 242–250.
- mit G. H. Lorimer, T. J. Andrews: Ribulose diphosphate oxygenase. II. Further proof of reaction products and mechanism of action. In: Biochemistry. 12, 1973, S. 18–23.
- The role of peroxisomes and photorespiration in regulating atmospheric CO2. In: H. Stabenau (Hrsg.): Phylogenetic Changes in Peroxisomes of Algae: Phylogeny of Plant Peroxisomes. University of Oldenburg Press, Oldenburg, S. 428–442.
- The C-2 oxidative photosynthetic carbon cycle. In: Annu Rev Plant Physiol Plant Mol Biol. 48, 1997, S. 1–25.
- mit R. H. Burris: Light activation of the plant enzyme which oxidized glycolic acid. In: Journal of Biological Chemistry. 186, 1950, S. 791–804.
- mit P. B. Pearson: Atomic energy and the plant sciences. In: Adv Agron. 4, 1952, S. 279–305.
- mit J. Preiss: Regulation of Atmospheric CO2 and O2 by Photosynthetic Carbon Metabolism. Oxford University Press, New York 1994.
- mit R. K. Yamazaki: Leaf peroxisomes and their relation to photorespiration and photosynthesis. In: Ann NY Acad Sci. 168, 1969, S. 325–341.
- mit L. P. Zill: Metabolism of sedoheptulose-C14 in plant leaves. In: Archives of Biochemistry and Biophysics. 50, 1954, S. 392–398.
- mit L. P. Zill: Isolation of carbon-14-labeled sedoheptulose and other products from Sedum spectabile. In: Plant Physiol. 29, 1954, S. 288–292.
- mit L. P. Zill: Excretion of glycolic acid by algae during photosynthesis. In: Journal of Biological Chemistry. 222, 1956, S. 895–906.
- mit J. F. Guymon, M. A. Amerine: Studies with Brandy. I. PH. In: J Food Res. 8, 1943, S. 224–230.

| Personendaten    | Personendaten                                        |
| ---------------- | ---------------------------------------------------- |
| NAME             | Tolbert, Nathan Edward                               |
| KURZBESCHREIBUNG | US-amerikanischer Biochemiker und Pflanzenphysiologe |
| GEBURTSDATUM     | 19. Mai 1919                                         |
| GEBURTSORT       | Twin Falls, Idaho                                    |
| STERBEDATUM      | 13. Dezember 1998                                    |
| STERBEORT        | East Lansing, Michigan                               |